# Ronnie Allen
Ronald „Ronnie” Allen (ur. 15 stycznia 1929 w Fenton, zm. 9 czerwca 2001 w Great Wyrley) – angielski piłkarz występujący na pozycji pomocnika. Trener piłkarski.

## Kariera klubowa
Allen jako junior grał w zespołach Northwood Mission oraz Port Vale. W 1946 roku został włączony do pierwszej drużyny Port Vale, grającej w Division Three. Na początku 1950 roku za 20 tysięcy funtów został sprzedany West Bromwich Albion z Division One. W 1954 roku wywalczył z nim wicemistrzostwo Anglii, a także Puchar Anglii. Graczem WBA był przez 11 lat. W 1961 roku odszedł do zespołu Division Three, Crystal Palace. W 1964 roku awansował z nim do Division Two. W 1965 roku Allen zakończył karierę.

## Kariera reprezentacyjna
W reprezentacji Anglii Allen zadebiutował 28 maja 1952 w wygranym 3:0 towarzyskim meczu ze Szwajcarią. 3 kwietnia 1954 w wygranym 4:2 pojedynku eliminacji Mistrzostw Świata 1954 ze Szkocją strzelił pierwszego gola w kadrze. W latach 1952–1954 w drużynie narodowej Allen rozegrał łącznie pięć spotkań i zdobył dwie bramki.

## Kariera trenerska
W 1966 roku Allen został trenerem zespołu Wolverhampton Wanderers z Division Two. W 1967 roku wywalczył z nim awans do Division One. Wolverhampton prowadził do 1968 roku. W międzyczasie trenował też amerykański Los Angeles Wolves. W 1969 roku został szkoleniowcem hiszpańskiego Athletiku Bilbao. W tym samym roku zdobył z nim Puchar Króla, a w 1970 roku wywalczył wicemistrzostwo Hiszpanii. W 1971 roku Allen opuścił Athletic.
Następnie prowadził portugalski Sporting CP, angielskie drużyny Walsall i West Bromwich Albion, grecki Panathinaikos AO oraz ponownie West Bromwich Albion.